# Szudó Akiko
Szudó Akiko (須藤 安紀子; Hepburn: Sudō Akiko) (Tokió, 1984. április 7. –) japán válogatott labdarúgó.

## Klub
A labdarúgást a Nippon TV Beleza csapatában kezdte. 2000 és 2013 között a Nippon TV Beleza csapatában játszott. 156 bajnoki mérkőzésen lépett pályára és 15 gólt szerzett. 2013-ban vonult vissza.

## Nemzeti válogatott
A japán U20-as válogatott tagjaként részt vett a 2002-es U19-es világbajnokságon.
2003-ban debütált a japán válogatottban. A japán válogatott tagjaként részt vett a 2003-as világbajnokságon. A japán válogatottban 15 mérkőzést játszott.

## Statisztika
| Japán válogatott | Japán válogatott | Japán válogatott |
| Időszak          | Mérk.            | gól              |
| ---------------- | ---------------- | ---------------- |
| 2003             | 2                | 0                |
| 2004             | 0                | 0                |
| 2005             | 5                | 1                |
| 2006             | 1                | 1                |
| 2007             | 0                | 0                |
| 2008             | 0                | 0                |
| 2009             | 0                | 0                |
| 2010             | 7                | 1                |
| Összesen         | 15               | 3                |

## Sikerei, díjai
Japán válogatott
- Ázsia-kupa:  Bronz; 2010

Klub
- Japán bajnokság: 2000, 2001, 2002, 2005, 2006, 2007, 2008, 2010